# Émile Wassmer
Émile Wassmer est un footballeur français né le 15 janvier 1930 à Belfort et mort le 31 janvier 1995 à Valenciennes.
Il a évolué au poste de demi ou d'arrière gauche. Entre 1953 et 1957, Il a joué 66 rencontres en Division 1 avec l'AS Saint-Étienne. Il pèse 52 kg

## Biographie
Il était surnommé "La  Panthère Verte" dans son ancien club de l'ASSE[réf. nécessaire].

## Palmarès
- Champion de France en 1957 avec l'AS Saint-Étienne
- Vainqueur de la Coupe Charles Drago en 1955 avec l'AS Saint-Étienne
- Finaliste de la Coupe de France en 1951 avec l'US Valenciennes-Anzin